# Deinopa concors
Deinopa concors là một loài bướm đêm trong họ Erebidae.